# Winthrop Shore Drive
Der Winthrop Shore Drive ist ein 1899 errichteter, vom Landschaftsarchitekten Charles Eliot in Zusammenarbeit mit dem Architekturbüro der Olmsted Brothers geplanter historischer Parkway in Winthrop im Bundesstaat Massachusetts der Vereinigten Staaten. Er führt unter anderem zum Winthrop Beach.
Die Straße wurde im Jahr 2004 als Historic District in das National Register of Historic Places eingetragen. Sie wird vom Department of Conservation and Recreation (DCR) verwaltet und ist Teil des Metropolitan Park System of Greater Boston.